# 夏迪格羅夫 (密蘇里州普瓦斯基縣)
夏迪格羅夫（英語：Shady Grove）是位於美國密蘇里州普瓦斯基縣的非建制地區。

## 地理
夏迪格羅夫所處的海拔為高於海平面308米（即1010英呎），而該地所採用的時區為UTC-6，即北美中部時區（CST）。同時該地設有夏令時間，為UTC-6調快一小時，即UTC-5（CDT）。